# Gus Fisher Galerie
Die Gus Fisher Gallery (Galerie) ist eine moderne Kunstgalerie im Zentrum Aucklands, die vor allem Werke von Gegenwartskünstlern ausstellt.
Die Galerie wird von der Aucklander Universität (University of Auckland) betrieben.

## Geschichte
Die Gründung der Gus Fisher Galerie wurde von dem Unternehmer und Kunstmäzen Gurshon (‘Gus’) Fisher, ONZM (1920–2010) angeregt und mit bedeutender finanzieller Ausstattung unterstützt. dessen jüdische Vorfahren ursprünglich aus der Ukraine kamen, war über drei Jahrzehnte lang Generalvertreter des französischen Modehauses Christian Dior in Neuseeland. Fisher war einer der bedeutendsten neuseeländischen Kunstkenner und -sammler des 20. Jahrhunderts.
Als Ort der Galerie wählte man das ikonische Kenneth Myers Centre in der Aucklander Shortland Street. Das in der südpazifischen Architekturgeschichte ungewöhnliche Neo-Romanische Gebäude diente in seiner Vergangenheit u. a. als Rundfunk- und Fernsehstudio und als Aufnahmestudio für Musik. Das daher beinahe fensterlose Gebäude eignet sich wegen seiner vielen Wandflächen besonders gut zur Präsentation von Bildern und Kunstobjekten; die Ausstellungsräume bedürfen jedoch der künstlichen Beleuchtung.
2001 wurde die Gus Fisher Galerie eingeweiht und hat seitdem viele bedeutende Ausstellungen, vor allem von neuseeländischen und pazifischen Künstlern, veranstaltet.
Von 2006 bis 2017 war der Gus Fisher Galerie das Centre for Art Research der Aucklander Universität angeschlossen, das 2017 eingestellt wurde.

## Konzeption und Schwerpunkte
Die Gus Fisher Galerie versteht sich als Zentrum für zeitgenössische Kunst in Tāmaki Makaurau/Auckland und als Projektraum für Künstler. In der Selbstbeschreibung der Galerie heißt es:
“Als Flaggschiff-Kunstgalerie für Waipapa Taumata Rau/The University of Auckland setzt sich die Gus Fisher Gallery für experimentelle Ausstellungsgestaltung ein, indem sie eine Plattform für neue Möglichkeiten bietet und eine Erweiterung der künstlerischen Praxis ermöglicht. Das Programm der Gus Fisher Gallery umfasst intern initiierte Ausstellungen und ein öffentliches Veranstaltungsprogramm für kreative und vielfältige Gemeinschaften.”
Ein besonderer Schwerpunkt der Galerie-Arbeit sind Ausstellungen, die sich mit gegenwärtigen sozialen, kulturellen und ökologischen Chancen und Problemen befassen. Viele der gezeigten Ausstellungen wurden engagiert in Aucklands Kunstszene, aber auch in den nationalen neuseeländischen Medien diskutiert.
Künstler und Künstlerkollektive, die in der Gush Fisher Galerie ausgestellt haben, sind (in Auswahl): Cao Fei (Deutsche Börse Photography Foundation Prize 2021), Lawrence Abu Hamdan (Turner Prize 2020), Carolee Schneemann (Golden Lion for Lifetime Achievement, 57th Venedig Biennale) und Larry Achiampong (Jarman Award, 2018, 2021). Die Gus Fisher Gallery hat folgende Künstler mit kreativen und transformativen Projekte beauftragt und diese gefördert: Mark Schroder, Fortune Teller (2020); Jeremy Leatinu’u, Building monuments and folding forts upon a slippery ocean and a moving sky (2021); Salome Tanuvasa, Untitled (2021); Ana Iti, Roharoha (2022); Simon Denny und Karamia Müller, Creation Stories.

## Als literarischer Ort
Die Gus Fisher Galerie ist Schauplatz und Ausgangspunkt einer fiktionalen literarischen Erinnerungsreise in dem zweisprachigen Gedicht ‘Eine Sichtung der Insel Utopia im Südpazifik / A South Pacific Sighting of Utopia‘ des deutsch-neuseeländischen Dichters Norman Franke.